# 丹·克劳斯
丹尼尔·约瑟夫·克劳斯（英語：Daniel Joseph Kraus，1923年2月13日—2012年12月28日），美国NBA联盟前职业篮球运动员。
1951年到1977年，在联邦调查局担任特别探员。